# Joachim Sutton
Joachim Sutton (15 de maio de 1995) é um remador dinamarquês, medalhista olímpico.

## Carreira
Sutton conquistou a medalha de bronze nos Jogos Olímpicos de Verão de 2020 em Tóquio na prova de dois sem masculino, ao lado de Frederic Vystavel, com o tempo de 6:19.88.